# Катастрофа парохода «Принцесса Алиса»
Принцесса Алиса (англ. SS Princess Alice, бывший англ. PS Bute) — английский пассажирский колёсный пароход, затонувший на Темзе 3 сентября 1878 года после столкновения с угольщиком «За́мок Байуэлл» (англ. Bywell Castle). Списков пассажиров не велось, и точное число погибших не известно, оно находится между 600 и 700, все они были с «Принцессы Алисы». По количеству жертв катастрофа является крупнейшей на внутренних водных путях Британии.
«Принцесса Алиса» построена в Шотландии на верфи в Гриноке в 1865 году. Два года прослужив в Шотландии, пароход был куплен «Waterman’s Steam Packet Co» для пассажирских перевозок по Темзе. В 1878 году им владела «London Steamboat Co», капитаном был Уильям Гринстед. Судно совершало рейсы с промежуточными остановками от Лондонского моста (Лебединый пирс) вниз по течению до Ширнесса (графство Кент) и обратно. Именно в обратном рейсе 3 сентября 1878 года через час после захода солнца «Принцесса» вошла на участок реки под названием «Галеонс-рич» по встречной стороне и столкнулась с угольщиком «Замок Байуэлл» близ водосброса лондонской канализации. Пассажирский пароход разломился на три части и быстро затонул, а люди оказались в воде, в которую только что было сброшено около 350 тысяч кубических метров необработанных канализационных стоков.
Капитан Гринстед погиб, поэтому установить причины, по которым он взял такой курс, оказалось невозможно. Расследование коронера возложило вину на оба судна, но бо́льшую — на угольщик. Расследование комитета по торговле определило, что виновен капитан Гринстед, который выбрал неверный курс.
Одним из последствий катастрофы стали изменения в канализационной системе: сточные воды стали предварительно очищать и сбрасывать дальше в море. Водная полиция была обеспечена паровыми катерами вместо негодных для спасательных операций гребных лодок.
Через пять лет после этого столкновения «Замок Байуэлл» затонул в Бискайском заливе со всеми сорока членами команды.

## Суда

### «Принцесса Алиса»

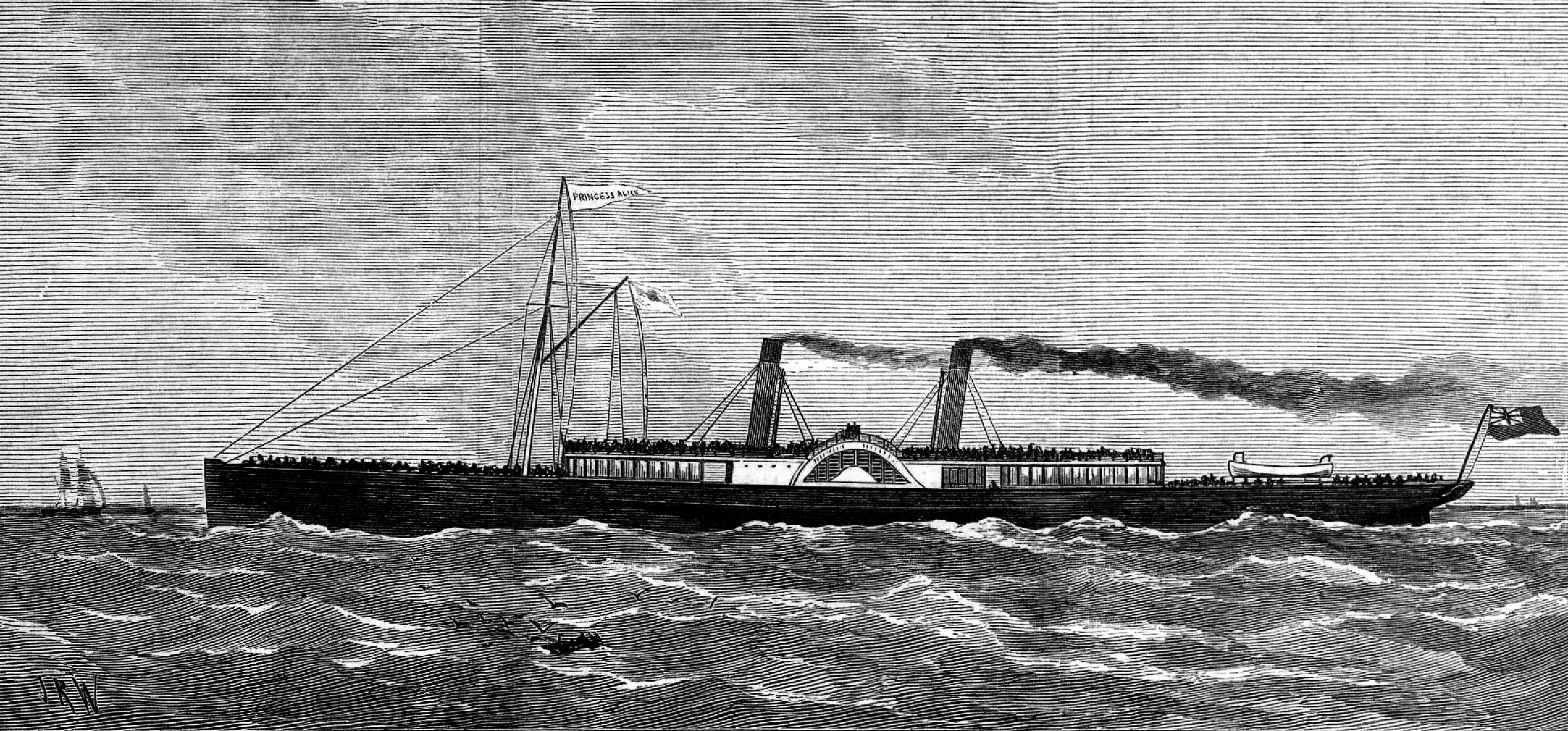
«Принцесса Алиса»

Колёсный пассажирский пароход «Bute» был спущен на воду 25 марта 1865 года верфью «Caird & Company» в Гриноке (Шотландия). Судно вошло в эксплуатацию 1 июля того же года. Длина — 219,4 фута (67 м), ширина — 20,2 фута (6,2 м), вместимость — 432 брутто-регистровых тонны. Заказчиком была железнодорожная компания «Wemyss Bay Railway Company», в которой судно обслуживало маршрут от деревни Вемисс-бэй на берегу залива Ферт-оф-Клайд до Ротсея. В 1867 году пароход продали «Waterman’s Steam Packet Co.» для курсирования по Темзе, и новые владельцы переименовали его в «Принцессу Алису» в честь дочери королевы Виктории. В 1870 году пароход покупает «Woolwich Steam Packet Company» и использует в качестве прогулочного. Позднее фирма переименовалась в «London Steamboat Company». В 1873 году на нём вверх по Темзе до Гринвича проехал иранский шах Насер-ад-Дин, почему судно получило прозвище «шахова лодка».
«Woolwich Steam Packet Company» после покупки сменила на пароходе котлы и устроила пять водонепроницаемых переборок. Инспекция комитета по торговле сочла пароход безопасным, в 1878 году ещё одна инспекция того же комитета определила наибольшую вместимость судна в 936 человек для плавания между Лондоном и Грейвзендом в тихую погоду. Капитаном был Уильям Гринстед, сорока семи лет.

### «Замок Байуэлл»

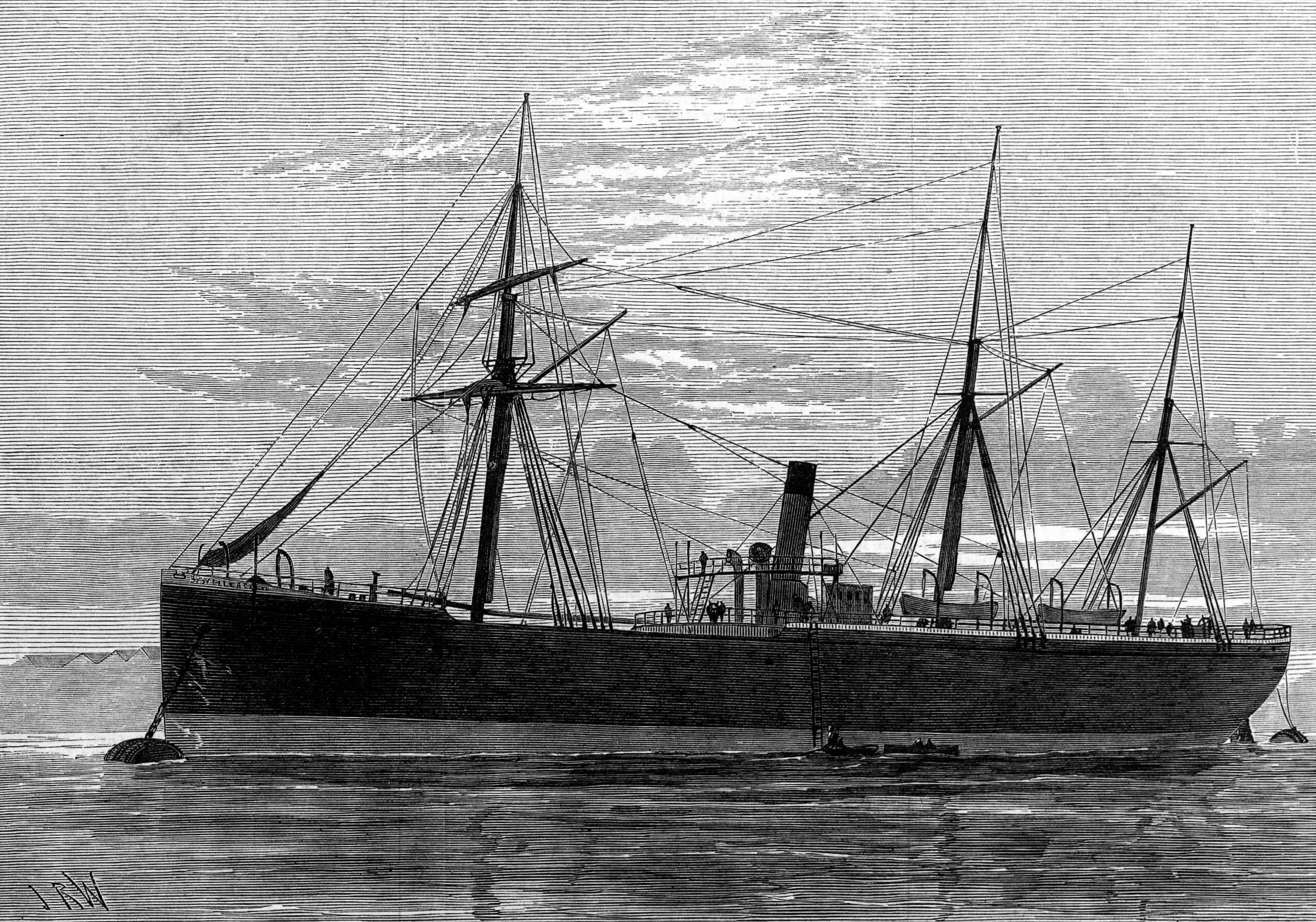
«Замок Байуэлл»

Угольщик «Замок Байуэлл» построен в Ньюкасле в 1870 году и находился в собственности ньюкаслской фирмы «Messrs Hall». Длина — 254,2 фута (77 м), ширина — 32 фута (9,8 м), глубина трюмов — 19 футов (5,8 м), вместимость — 1376 брутто-регистровых тонн, капитан — Томас Гаррисон.

## 3 сентября 1878 года

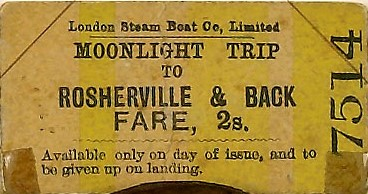
Билет на злополучную поездку

3 сентября 1878 года «Принцесса Алиса» должна была совершить, как указано в билетах, «круиз при луне» от Лебединой пристани у Лондонского моста вниз в Ширнесс (графство Кент) и обратно с остановками в Блэкуолле, Северном Вулидже и построенном за 40 лет до катастрофы парке развлечений Рошервилль-гарденс в Кенте. Многие лондонцы брали билеты до парка, потому что это было удобно: «London Steamboat Co.» владела несколькими судами, и билеты были действительны на любом из них; поездка в Рошервилль стоила 2 шиллинга.
В обратном рейсе «Принцесса Алиса» отошла от Рошервилля около 18:30 с загрузкой, близкой к полной, хотя пассажиры не учитывались поимённо, и точное число не известно. Капитан Гринстед позволил рулевому сойти в Грейвсенде, заменив его одним из пассажиров, моряком по имени Джон Айерс. Айерс не имел никакого опыта навигации по Темзе или управления такими судами, как «Принцесса Алиса». Между 19:20 и 19:40 судно миновало Трипкок-пойнт, вошло в участок Темзы под названием Галеонс-рич и оказалось в виду вулиджской пристани, на которой многие пассажиры намеревались сойти. В этот момент был замечен «Замок Байуэлл», который выходил из доков после покраски. Обычно этот пароход возил уголь в Африку и теперь направлялся в Ньюкасл взять груз топлива для Александрии. Капитан угольщика Гаррисон не чувствовал себя достаточно уверенно на Темзе и нанял опытного речного лоцмана Кристофера Дикса. Из-за высокой носовой надстройки Дикс не имел достаточного обзора с мостика, и на носу поставили вперёдсмотрящего.

Маршрут «Принцессы Алисы» с остановками

Отходя от Милуолла, «Замок Байуэлл» шёл вниз по течению со скоростью пяти узлов, держась, по возможности, середины реки. Приближаясь к Галеонс-рич, Дикс заметил красный огонь «Принцессы Алисы», шедшей таким курсом, что они могли бы разойтись правыми бортами. Капитан Гринстед, как обычно, искал участки стоячей воды близ южного берега, чтобы не идти против течения, и совершил манёвр, приведший к пересечению курсов с «Замком Байуэлл». Увидев неизбежное столкновение, Гринстед закричал: «Куда идёшь?! Боже мой, куда идёшь?!». Дикс пытался отвернуть и дал в машинное отделение команду «полный назад», но было слишком поздно: таранным ударом под углом около 13 градусов в правый борт перед кожухом гребного колеса «Принцесса Алиса» была разрезана надвое и затонула в течение 4 минут, при этом котлы отделились от корпуса.
Командой «Замка Байуэлл» за борт были брошены спасательные концы и все плавучие предметы, спущена шлюпка, в которой спасено 14 человек. Также на помощь пришли все ближайшие суда и местные лодочники. Пассажиры, особенно женщины в длинных платьях, не могли плыть и тонули под весом одежды. «Герцог Текский» (англ. Duke of Teck), шедший в десяти минутах позади «Принцессы Алисы», уже не успел никого спасти. Из тех, кто был под палубами и в салоне, выжило лишь два человека, позднее обследовавший судно водолаз обнаружил множество пассажиров, застрявших в дверях.
Около 130 человек было спасено, но некоторые из них умерли впоследствии, нахлебавшись грязной воды, потому что столкновение произошло у самого водосброса лондонской канализации. За час до затопления судна в этом месте были выпущены около 340 тысяч кубических метров необработанных стоков c канализационных насосных станций Эбби-Миллс и Кросснесс. В письме в «Таймс» вскоре после трагедии химик описывает этот водосброс как:
|        | Две долгие струи разлагающихся фекалий, с шипением, будто газировка, испускающих тлетворные газы, струи столь чёрные, что видны в воде на протяжении нескольких миль, и склепный дух... который всякий запомнит как особенно несносный и тошнотворный. |  | Two continuous columns of decomposed fermenting sewage, hissing like soda-water with baneful gases, so black that the water is stained for miles and discharging a corrupt charnel-house odour, that will be remembered by all ... as being particularly depressing and sickening. |  |
| [ 36 ] | |  | |  |

Вдобавок воды Темзы в этом месте загрязнял неочищенными стоками Бектонский газовый завод и несколько других местных химических предприятий, а в тот же день на Темз-стрит произошёл пожар, в результате которого в реку попало масло и нефтепродукты.
«Замок Байуэлл» ошвартовался в Детфорде в ожидании властей и следственных действий. Капитан Гаррисон и первый помощник Белдинг сделали в судовом журнале запись:
|        | В 6:30 отправились из Западного дока в Милуолле под руководством лоцмана мистера Дикса малым ходом. Лоцман и капитан находились на мостике... Ветер лёгкий, небольшая дымка. В 7:45 малым ходом проходили Галеонс-рич, примерно посредине него видели красный и топовый огни прогулочного парохода в Баркинг-рич. Повернули влево на Трипкок-пойнт. При сближении увидели манёвр этого судна влево, а потом тут же вправо, и попытку пройти перед нашим носом, видели его зелёный бортовой огонь перед нашей левой скулой. Предвидя неизбежное столкновение, застопорили машину и затем дали полный назад, и столкнулись. Наш нос с ужасным треском врезался в борт парохода, который, как мы видели, был полон пассажиров. Немедленно предприняли попытки спасти людей за бортом: подняли несколько человек с носа, бросили со всех сторон спасательные концы, четыре спасательных буя, лестницы и доски. Спустили три спасательные шлюпки. Всё это время подавали звуковые сигналы помощи, на которые откликнулись несколько лодок с берега и проходивший мимо пароход. Прогулочный пароход, оказавшийся «Принцессой Алисой», опрокинулся и затонул. Мы спасли немало пассажиров и встали на якорь на ночь. Около 8:30 пароход «Герцог Текский» забрал тех спасённых, кого ещё не переправили на берег в лодках. |  | At 6:30 left the West Dock, Millwall, in charge of Mr Dicks, [sic] pilot; proceeding slowly, the master and pilot being on the upper bridge ... Light air and weather little hazy. At 7:45 pm proceeding at half speed down Gallions Reach. Being about centre of the Reach, observed an excursion steamer coming up Barking Reach, showing her red and masthead lights, when we ported our helm to keep over towards Tripcock Point. As the vessel neared, observed that the other steamer had ported, and immediately afterwards saw that she had starboarded and was trying to cross our bows, showing her green light close under the port bow. Seeing collision inevitable, stopped our engines and reversed full speed, when the two vessels collided, the bow of Bywell Castle cutting into the other steamer, which was crowded with passengers, with a dreadful crash. Took immediate means for saving life by hauling up over the bows several men of the passengers, throwing rope's-ends over all round the ship, throwing over four lifebuoys, a hold ladder and several planks, and getting out three boats, keeping the whistle blowing loudly all the time for assistance, which was rendered by several boats from shore and a boat from a passing steamer. The excursion steamer, which turned out to be Princess Alice, turning over and sinking under the bows. Succeeded in rescuing a great many passengers and anchored for the night. About 8:30 pm the steamer Duke of Teck came alongside and took off such passengers as had not been taken on shore in the boats. |  |
| [ 38 ] | |  | |  |

## Последствия

### Поиск погибших

«Катастрофа на Темзе: поиск тел с затонувшей „Принцессы Алисы“». The Illustrated London News, 14 сентября 1878

Известие о катастрофе по телеграфу было передано в Лондон и вскоре стало известно встречавшим судно на Лебединой пристани. Родственники пассажиров отправились в офис «London Steamboat» (близ Блэкфрайерс), некоторые поездом от станции «Лондонский мост» поехали в Вулидж, куда всю ночь съезжались родственники и зеваки. Толпа росла, для поддержания порядка привлекли дополнительные полицейские силы. На берег в это время доставляли тела погибших. Поступали известия о том, что трупы были отнесены приливом вверх до лондонского боро Лаймхауз, а вниз — до Эрита. Тела для опознания оставались на месте обнаружения, а не свозились воедино, но большинство всё равно оказалось в вулиджских доках. Родственникам приходилось ездить по обоим берегам Темзы в поисках тел своих погибших. Местные лодочники за 2 фунта в день и 5 шиллингов за каждое тело занимались поисками в реке, за трупы вспыхивали драки. Тело капитана Гринстеда также было обнаружено.
Из-за большого количества сточных вод тела были покрыты трудно очищаемой грязью, и стали разлагаться гораздо скорее обычного. Многие были уже сильно раздуты. Одежда от пребывания в загрязнённой воде обесцветилась и также быстро гнила. Из выживших по тем же причинам 16 человек умерли в течение двух недель, другие долго болели.

### Расследование
Чарльз Карттар, коронер Западного Кента, официально начал расследование 4 сентября с осмотра тел в Вулидже в присутствии присяжных. Большое количество тел на северном берегу Темзы не подпадало под его юрисдикцию. Коронер Южного Эссекса Чарльз Льюис добивался в Комиссии по торговле и Министерстве внутренних дел переноса этих тел в Вулидж, чтобы дело оказалось в руках одного коронера и свидетелей можно было бы заслушивать один раз, но закон есть закон: тела не могли быть перемещены прежде, чем начнётся расследование. Льюис официально открыл расследование и сразу же отсрочил его до момента, когда Карттар вынес своё заключение. Льюис тогда распорядился перенести тела в Вулидж.
Поднятые останки «Принцессы Алисы»
При отливе релинги «Принцессы Алисы» выступали над водой, поэтому уже 5 сентября заговорили о её подъёме. Водолаз обследовал дно в тот же день, обнаружив, что судно распалось на три части: нос, корма и котлы, причём несколько тел погибших по-прежнему находятся на борту. На следующий день начался подъём носовой части длиной 90 футов (27 м), которую вытащили на берег в Вулидже при отливе, около двух часов ночи 7 сентября, причём в это время «Замок Байуэлл» проследовал мимо в море (капитан его остался для расследования). На следующий день в Вулидже снова собрались зеваки, на этот раз посмотреть на поднятую часть. За хорошие места случались драки, а останки судна пытались разобрать на сувениры, поэтому пришлось задействовать ещё 250 полицейских. В тот же вечер, после того, как толпы поредели, на берег вытащили и заднюю часть судна.

«Катастрофа на Темзе: погребение неопознанных на Вулиджском кладбище». The Illustrated London News, 14 сентября 1878

Из-за скорого разложения похороны неопознанных тел в общей могиле на Вулиджском кладбище состоялись уже 9 сентября, присутствовало несколько тысяч человек. Гробы для дальнейшего опознания были перенумерованы, как и снятые с тел личные вещи и одежда. В тот же день прошло более полутора сот похорон опознанных жертв.
Первые две недели Карттар посвятил процедуре опознания погибших и осмотру останков судна. С 16 сентября началось расследование причин кораблекрушения, в начале которого Карттар посетовал на поспешные обвинения «Замка Байуэлл» в прессе. Коронер начал расследование с первого опознанного — Уильяма Бичи, объяснив присяжным, что решение, вынесенное по этому человеку, будет применено и ко всем остальным. Свидетелями выступили многочисленные лодочники, их показания о курсе следования «Принцессы Алисы» не были согласованны. Прогулочные суда на Темзе обычно по пути вверх поворачивали у Трипкок-пойнт к северному берегу, где течение благоприятнее, и если бы «Принцесса Алиса» взяла такой курс, они разошлись бы с угольщиком благополучно. Некоторые свидетели утверждали, что после Трипкок-пойнт «Принцессу» отнесло на середину реки течением, после чего она взяла влево, к южному берегу, и в ходе этого манёвра пересекла курс «Замка». Командиры пришвартованных поблизости судов соглашались с такой версией развития событий. Старший помощник с «Принцессы» смену курса отрицал.

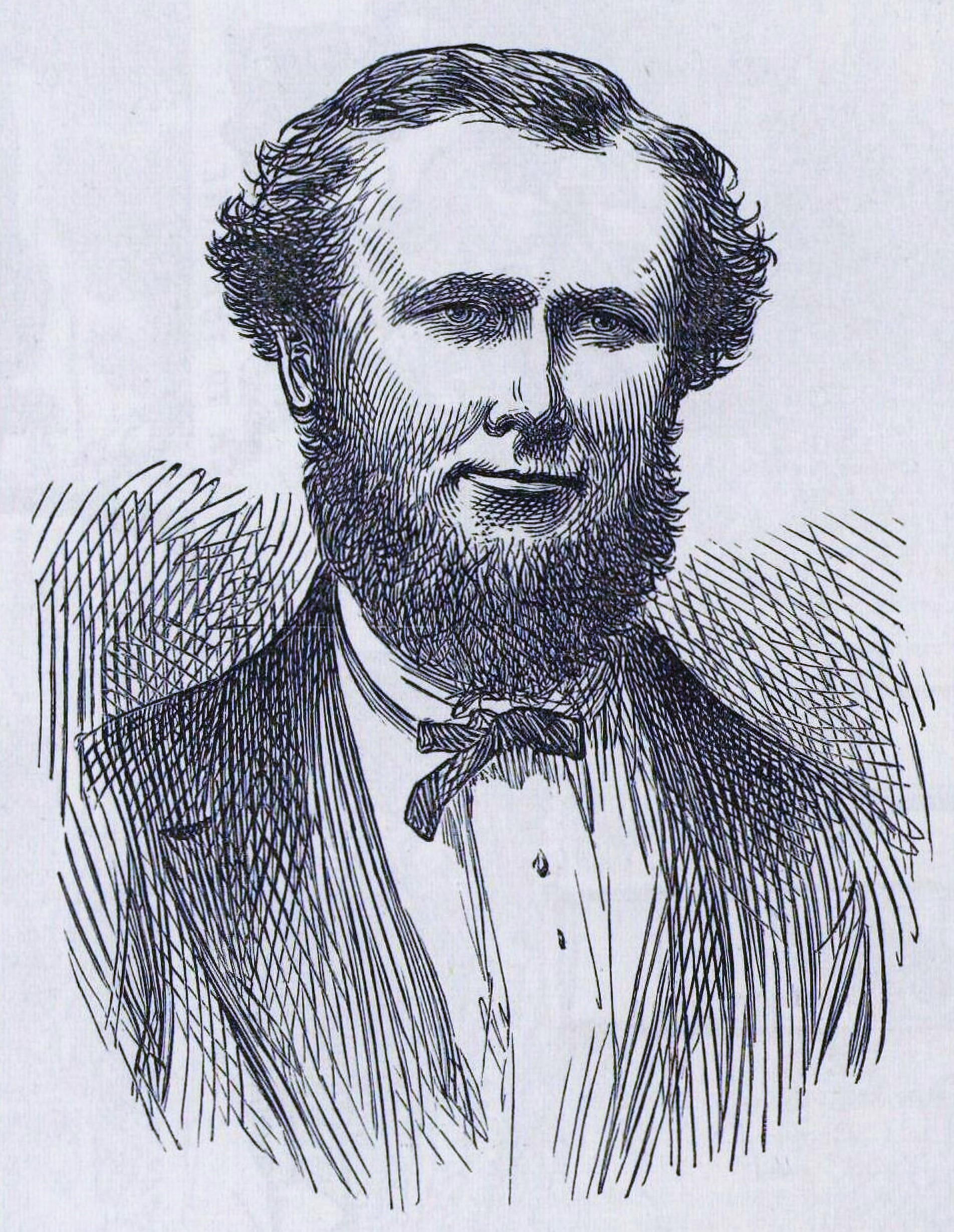
Капитан «Принцессы Алисы» Уильям Гринстед (погиб)

Кочегар с угольщика, Джордж Пёрселл, вскоре после катастрофы говорил, что команда и капитан были пьяны, но под присягой отказался от этих слов, заявив, что все были трезвы, и он не помнит, чтобы называл кого-то пьяным. Другие члены команды показали, что пьян был сам Пёрселл: «Он, как любой кочегар, не дурак выпить, но не до такой степени, чтобы не выйти на вахту». Также расследовалось состояние Темзы в месте катастрофы и конструктивная прочность судна. 14 ноября, после двенадцатичасового обсуждения, был вынесен вердикт, который не подписали четверо из девятнадцати присяжных:
|        | Смерть упомянутого Уильяма Бичи и других наступила вследствие утопления в реке Темзе после произошедшего после захода солнца столкновения парохода «Замок Байуэлл» и парохода «Принцесса Алиса», в ходе которого «Принцесса Алиса» была разрезана надвое и пошла ко дну. Столкновение это не было намеренным. «Замок Байуэлл» не предпринял вовремя остановки и не дал заднего хода, и «Принцесса Алиса» не остановилась и не дала заднего хода. По мнению присяжных, подобные столкновения в будущем могут быть исключены введением строгих и разумных правил судовождения на реке Темзе. Дополнительно: 1. Мы считаем, что «Принцесса Алиса» 3 сентября текущего года была к плаванию пригодна. 2. Мы считаем, что экипаж «Принцессы Алисы» не был достаточен. 3. Мы полагаем, что на борту «Принцессы Алисы» оказалось больше людей, чем позволяло благоразумие. 4. Мы считаем средства спасения на борту «Принцессы Алисы» недостаточными для судна её класса. |  | That the death of the said William Beachey and others was occasioned by drowning in the waters of the River Thames from a collision that occurred after sunset between a steam vessel called the Bywell Castle and a steam vessel called the Princess Alice whereby the Princess Alice was cut in two and sunk, such collision not being wilful; that the Bywell Castle did not take the necessary precaution of easing, stopping and reversing her engines in time and that the Princess Alice contributed to the collision by not stopping and going astern; that all collisions in the opinion of the jury might in future be avoided if proper and stringent rules and regulations were laid down for all steam navigation on the River Thames. Addenda: 1. We consider that the Princess Alice was, on the third of September, seaworthy. 2. We think the Princess Alice was not properly and sufficiently manned. 3. We think the number of persons onboard the Princess Alice was more than prudent. 4. We think the means of saving life onboard the Princess Alice were insufficient for a vessel of her class. |  |
| [ 70 ] | |  | |  |

### Расследование Комитета по торговле
Расследование Комитета по торговле (англ. Board of Trade) шло одновременно с коронерским. Обвинение было выдвинуто против капитана Гаррисона, двух членов команды «Замка Байуэлл» и старшего помощника с «Принцессы Алисы» Лонга. У всех них было сразу приостановлено действие лицензий. Заседания Комитета по этому дело проходили с 14 октября по 6 ноября 1878 года. В ходе них определили, что «Принцесса Алиса» нарушила раздел D 29-го правила Комитета по торговле и Комитета по охране реки Темзы (1872). Правило гласит, что два судна на встречных курсах должны класть руля влево. «Замок Байуэлл» действовал правильно, но не мог избежать столкновения, а «Принцесса» маневрировала неправильно и несёт вину за катастрофу.
Владельцы «Принцессы Алисы» предъявили иск на 20 тысяч фунтов, владельцы «Замка Байуэлл» — встречный иск на 2 тысячи. Дело слушалось в Адмиралтейском подразделении Высокого Суда в конце 1878 года в течение двух недель, и по нему вынесено решение об обоюдной вине.
Списков пассажиров на «Принцессе Алисе» не велось, точное число жертв установить невозможно, оно находится между 600 и 700. «Таймс» писала: «коронер считает, что от 60 до 80 тел не было найдено, и, соответственно, общее число погибших от 630 до 650 человек». Майкл Фолей, исследуя катастрофы на Темзе, пишет, что «точное число жертв не известно, но было выловлено около 640 тел». Катастрофа, таким образом, является крупнейшей на внутренних водах Соединённого Королевства.
Лордом-мэром Лондона для вспомоществования жертвам катастрофы основан благотворительный фонд, который закрылся со сбором в £35 тыс. Средства распределены между семьями погибших.

## Отдалённые последствия и память

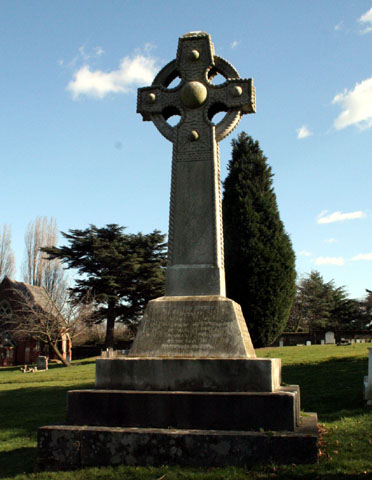
Мемориал в Вулидже

В 1880-е годы оператор лондонской канализации — Бюро городских работ — начал очищать сточные воды в Кроснессе и Бектоне перед сбросом в реку и заказал специальные суда для вывоза канализационных стоков дальше в море. Первый такой «танкер» заказан в 1887 году и назван в часть инженера Джозефа Базэлджета, создателя лондонской канализационной системы. Вывоз сточных вод в море продолжался до декабря 1998 года.
После катастрофы «Принцессы Алисы» гребные лодки, которыми пользовались силы водной полиции, были сочтены непригодными для дела. Первые два паровых катера вошли в строй в середине 1880-х годов, к 1898 году их было восемь. В 1880 году открылись доки короля Альберта, с помощью которых было лучше разделено крупнотоннажное грузовое и мелкое движение по реке. Также избегать подобных трагедий помогала введённая система сигнализации.
В мае 1880 года в Вулидже на средства «шестипенсового фонда» (23 тысячи донаторов) воздвигнут памятный крест. В Вулиджской приходской церкви св. Марии Магдалины сделан памятный витраж. К 130-й годовщине катастрофы в 2008 году на средства Национальной лотереи у Баркинг-крик установлена памятная табличка.
«London Steamboat Co» выкупила у Комитета по охране реки Темзы обломки «Принцессы Алисы» за £350; паровая машина была восстановлена, остальное продано в лом. Через шесть лет компания обанкротилась, ещё три года спустя финансовые затруднения возникли и у её преемников. Историк Джерри Уайт пишет, что наряду с конкуренцией со стороны железнодорожных компаний и безрельсового транспорта, катастрофа «Принцессы Алисы» подорвала репутацию эстуария Темзы как места отдыха и развлечений.
«Замок Байуэлл» с 29 января 1883 года считается пропавшим без вести. Он следовал из Александрии в Гулль с грузом бобов и хлопкового семени. В феврале 1883 года газеты писали:
|        | Следует считать, что пароход «Замок Байуэлл», который несколько лет назад столкнулся с прогулочным судном «Принцесса Алиса» близ Вулиджа, погиб в Бискайском заливе из-за того же шторма, в котором затонул «Замок Кенмур». На борту находилось 40 человек команды и груз египетской продукции. |  | It is believed that the steamer Bywell Castle, which ran down the saloon boat Princess Alice, off Woolwich, some years ago, has been lost in the Bay of Biscay, in the gale which proved fatal to the Kenmure Castle. The Bywell Castle carried a crew of 40 men and her cargo consisted of Egyptian produce. |  |
| [ 89 ] | |  | |  |

#### Книги
- Ackroyd, Peter. Thames: Sacred River. — London : Vintage, 2008. — ISBN 978-0-09-942255-6.
- Deayton, Alistair. Directory of Clyde Paddle Steamers. — Stroud, Gloucestershire : Amberley Publishing, 2013. — ISBN 978-1-4456-1487-8.
- Dix, Frank. Royal River Highway. — Newton Abbot, Devon : David & Charles, 1985. — ISBN 978-0-7153-8005-5.
- Dobraszczyk, Paul. London's Sewers. — Oxford : Shire Books, 2014. — ISBN 978-0-7478-1431-3.
- Foley, Michael. Princess Alice // Disasters on the Thames. — Stroud, Gloucestershire : The History Press, 2011. — P. 69–84. — ISBN 978-0-7524-5843-4.
- Guest, Edwin. The Wreck of the Princess Alice. — London : Weldon & Co, 1878.
- Halliday, Stephen. The Great Stink of London: Sir Joseph Bazalgette and the Cleansing of the Victorian Metropolis. — Stroud, Gloucestershire : The History Press, 2013. — ISBN 978-0-7509-2580-8.
- Lock, Joan. The Princess Alice Disaster. — London : Robert Hale, 2013. — ISBN 978-0-7090-9541-5.
- Stark, Malcolm. The Wreck of the Princess Alice, or, The Appalling Thames Disaster, with Loss of About 700 Lives. — London : Haughton & Co, 1878.
- Thurston, Gavin. The Great Thames Disaster. — London : George Allen & Unwin, 1965.
- White, Jerry. London in the Nineteenth Century: 'a Human Awful Wonder of God'. — London : The Bodley Head, 2016. — ISBN 978-1-84792-447-6.

#### Новости
- The Catastrophe on the Thames. The Manchester Guardian. 5 сентября 1878. p. 8.
- The Catastrophe on the Thames. The Manchester Guardian. 9 сентября 1878. p. 8.
- The Collision on the Thames. Shipping and Mercantile Gazette. 5 сентября 1878. p. 6.
- The Collision on the Thames. The Times. 5 сентября 1878. p. 9.
- The Collision on the Thames. The Times. 19 сентября 1878. p. 8.
- The Collision on the Thames. The Times. 15 ноября 1878. p. 9.
- The Collision on the Thames. The Times. 28 ноября 1878. p. 9.
- The Collision on the Thames. The Manchester Guardian. 10 ноября 1878. p. 7.
- The Disaster on the Thames. The Illustrated London News. 14 сентября 1878. pp. 248–249.
- The Disaster on the Thames. The Daily News. 10 сентября 1878. p. 2.
- Evans, Alice (3 сентября 2018). Princess Alice Disaster: The Thames' 650 Forgotten Dead. BBC News. Дата обращения: 12 декабря 2018.{{cite news}}:  Википедия:Обслуживание CS1 (дата и год) (ссылка)
- The Great Disaster on the Thames. The Illustrated London News. 21 сентября 1878. pp. 272–273.
- Launches. Greenock Telegraph. 30 марта 1865. p. 2.
- Loss of the Princess Alice. The Globe. 24 октября 1878. p. 5.
- News. The Manchester Guardian. 28 ноября 1878.
- A Pharmaceutical Chemist Writes. The Times. 6 сентября 1878. p. 8.
- The Princess Alice: Cross Actions: Judgment. The Manchester Guardian. 12 декабря 1878. p. 8.
- The Steamboat Disaster on the Thames. The Scotsman. 10 сентября 1878. p. 5.
- Summary of News: Domestic. The Manchester Guardian. 6 сентября 1878. p. 4.
- Summary of News: Domestic. The Manchester Guardian. 13 февраля 1883. p. 5.
- The Terrible Disaster on the Thames. The Daily Telegraph. 10 сентября 1878. p. 2.
- The Wemyss Bay Railway Company Again. Glasgow Herald. 6 июля 1875. p. 6.

#### Телевидение и интернет-источники
- Bywell Castle (1063546). Miramar Ship Index. — subscription. Дата обращения: 1 февраля 2019.
- Clark, Gregory. The Annual RPI and Average Earnings for Britain, 1209 to Present (New Series). MeasuringWorth (2019). Дата обращения: 28 января 2019.
- Heard, Stawell. The Princess Alice Disaster. Royal Museums Greenwich (9 июня 2017). Дата обращения: 3 января 2019. Архивировано 3 января 2019 года.
- London, England, United Kingdom – Sunrise, Sunset and Daylength, September 1878. Time and Date. Дата обращения: 4 февраля 2019. Архивировано 7 февраля 2019 года.
- Marine Support Unit. Metropolitan Police. Дата обращения: 28 января 2019. Архивировано 16 июля 2007 года.
- Princess Alice (1052614). Miramar Ship Index. — subscription. Дата обращения: 18 февраля 2019.
- Your National Lottery: Good Causes. National Lottery. Дата обращения: 28 января 2019. Архивировано 28 января 2019 года.